# L'Essence de la décision
L'Essence de la décision, sous-titré Expliquer la crise des missiles de Cuba, est un ouvrage publié en 1971 par Graham T. Allison.
Il est devenu un classique de la théorie des relations internationales[réf. nécessaire] mais aussi de la littérature en stratégie militaire et en stratégie d'entreprise.
Le livre fut réédité en 1999, avec Phillip Zelikow (en) comme coauteur, afin de prendre en compte les travaux plus récents et la découverte de nouvelles archives. Le titre provient d'un discours de 1963 de John F. Kennedy, dont un extrait est mis en exergue de l'ouvrage : « L'essence de la décision ultime demeure impénétrable à l'observateur, et même, souvent, au décideur lui-même ».
La thèse principale consiste en une remise en cause de la théorie de l'acteur rationnel emprunté par les relations internationales à l'économie et à la théorie des jeux pour expliquer les actions des États. À ce modèle, qui lui paraît trop monolithique pour rendre compte de la pluralité des forces à l'œuvre dans le gouvernement d'un État, Allison propose de substituer une conjonction de trois modèles, appliqués à l'étude d'une des crises les plus importantes de la Guerre froide.
S'inspirant de la théorie des organisations et de la sociologie, Allison présente ainsi trois modèles complémentaires pour expliquer la crise de 1962, chacun d'eux étant insuffisant, à lui seul, pour rendre compte de celle-ci.
Le premier modèle est une reprise de la théorie classique de l'acteur rationnel, appliqué en relations internationales, le deuxième insiste sur la rationalité limitée des acteurs et s'inspire de la sociologie des organisations pour souligner combien chaque organisation composant l'État poursuit sa logique propre, et le troisième souligne les jeux multiples de pouvoir opposant les dirigeants du conglomérat d'organisations gouvernementales.
Allison conclut qu'il est vain d'espérer de la doctrine de destruction mutuelle assurée (MAD) une garantie contre toute déflagration nucléaire, la rationalité limitée des États pouvant parfaitement les conduire à des actes autodestructeurs.

## Les trois modèles

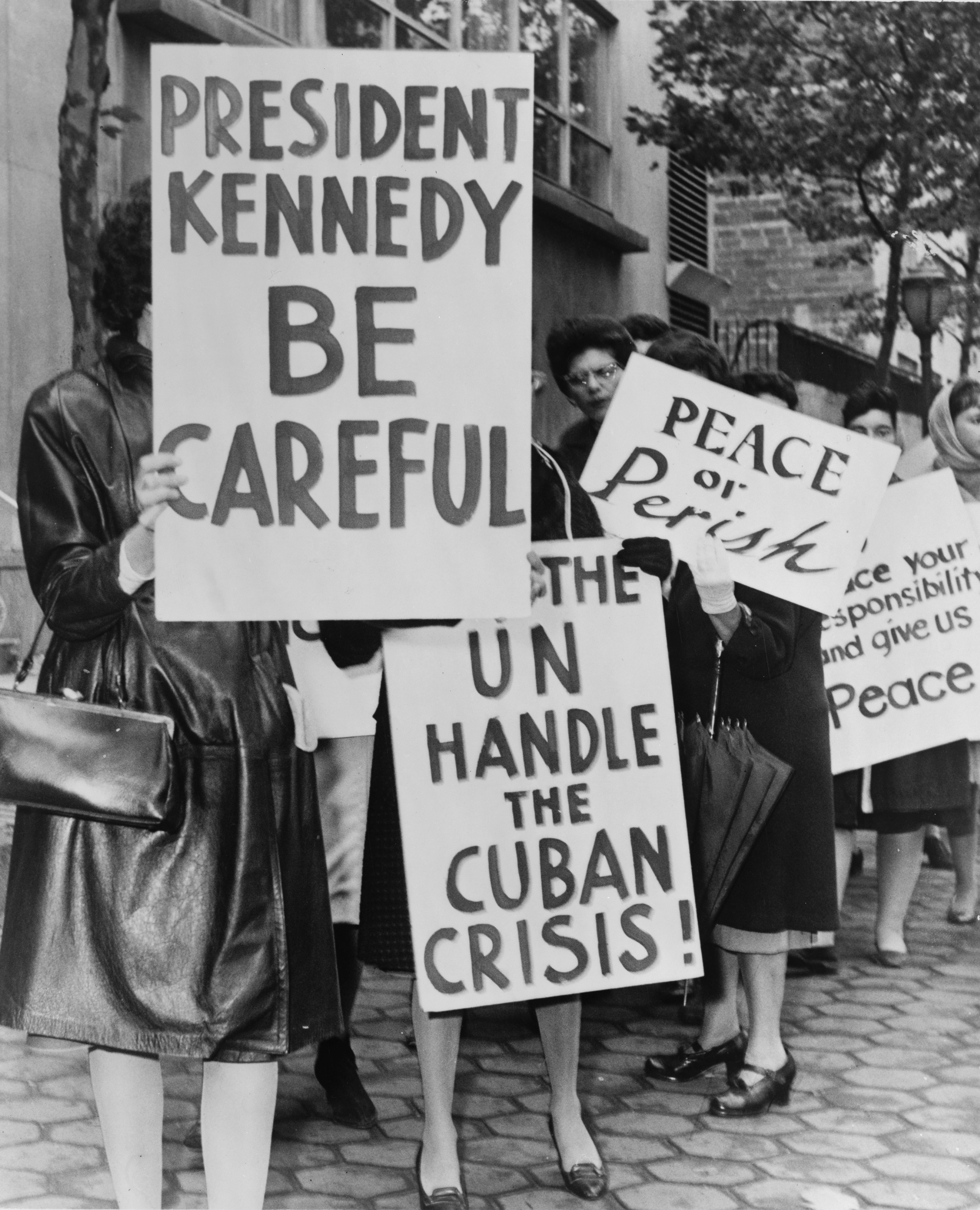
Manifestation du collectif Women Strike for Peace durant la crise de Cuba, ici à New York à côté du bâtiment des Nations unies. On lit notamment un poster : « Laissez l'ONU gérer la crise ! »

Plutôt que de s'en remettre au seul modèle de l'acteur rationnel, dont il attribue la prédominance à l'influence de Milton Friedman, de Robert McNamara et d'Henry Kissinger et à celle de la RAND Corporation et de la théorie des jeux, Allison préfère souligner les limites à la rationalité étatique en faisant intervenir trois modèles concurrents mais complémentaires, selon lui, d'explication. Claude Fohlen, Jean Heffer et François Weil estiment cependant que « le second et le troisième conviennent mieux pour cerner les démarches réellement suivies ».
Le premier modèle est celui, classique, de l'acteur rationnel. L'État est assimilé à un agent rationnel, et il convient donc de s'interroger sur ses objectifs et de montrer comment ses choix sont rationnels à l'égard des finalités poursuivies. Allison reproche toutefois à ce modèle de pouvoir justifier toute situation, avec un peu d'ingéniosité et donc de ne pas être réfutable.
Le deuxième modèle, proche de la théorie des organisations, présente le gouvernement comme conglomérat d'organisations poursuivant chacune leur logique propre et perpétuant, dans une logique bureaucratique, une certaine routine (standard operating procedures).
Le troisième modèle souligne que chaque dirigeant de ces organisations conglomérées poursuit ses objectifs propres, en fonction de conceptions et de valeurs divergentes. Le résultat de l'action du gouvernement est donc celui auquel aboutit la négociation entre les différents acteurs en concurrence, en sachant qu'ils ne se déterminent pas en fonction d'un seul problème mais d'une multitude de problèmes (nationaux et internationaux).

### Le modèle de l'acteur rationnel
Selon le premier modèle, Allison explique la crise en trois phases :
1. le président John F. Kennedy a révélé en 1961 que l'URSS disposait de bien moins de missiles balistiques intercontinentaux (ICBM) qu'elle n'en prétendait, mettant à mal le mythe américain du missile gap (en). En réponse, Nikita Khrouchtchev ordonna d'installer à Cuba des missiles nucléaires à plus courte portée, marquant un point en rehaussant la puissance soviétique. Après l'échec de l'invasion de la Baie des cochons, l'URSS pensait que les États-Unis s'abstiendraient d'une réponse violente.
2. Kennedy et ses conseillers de l'EXCOMM (en) (Comité exécutif du Conseil de sécurité nationale) envisageaient toutes les options : de l'invasion de Cuba à la passivité complète. Finalement, ils ont décidé de proclamer l'embargo contre Cuba. Selon eux, cette mesure permettrait que la situation ne dégénère pas en guerre et contraindrait l'URSS à jouer le prochain coup.
3. En raison de la doctrine de destruction mutuelle assurée, un compromis a été trouvé, l'URSS a cédé et retiré ses missiles de Cuba, et les États-Unis ont retenu des missiles américains installés en Europe.

### Le modèle du processus organisationnel

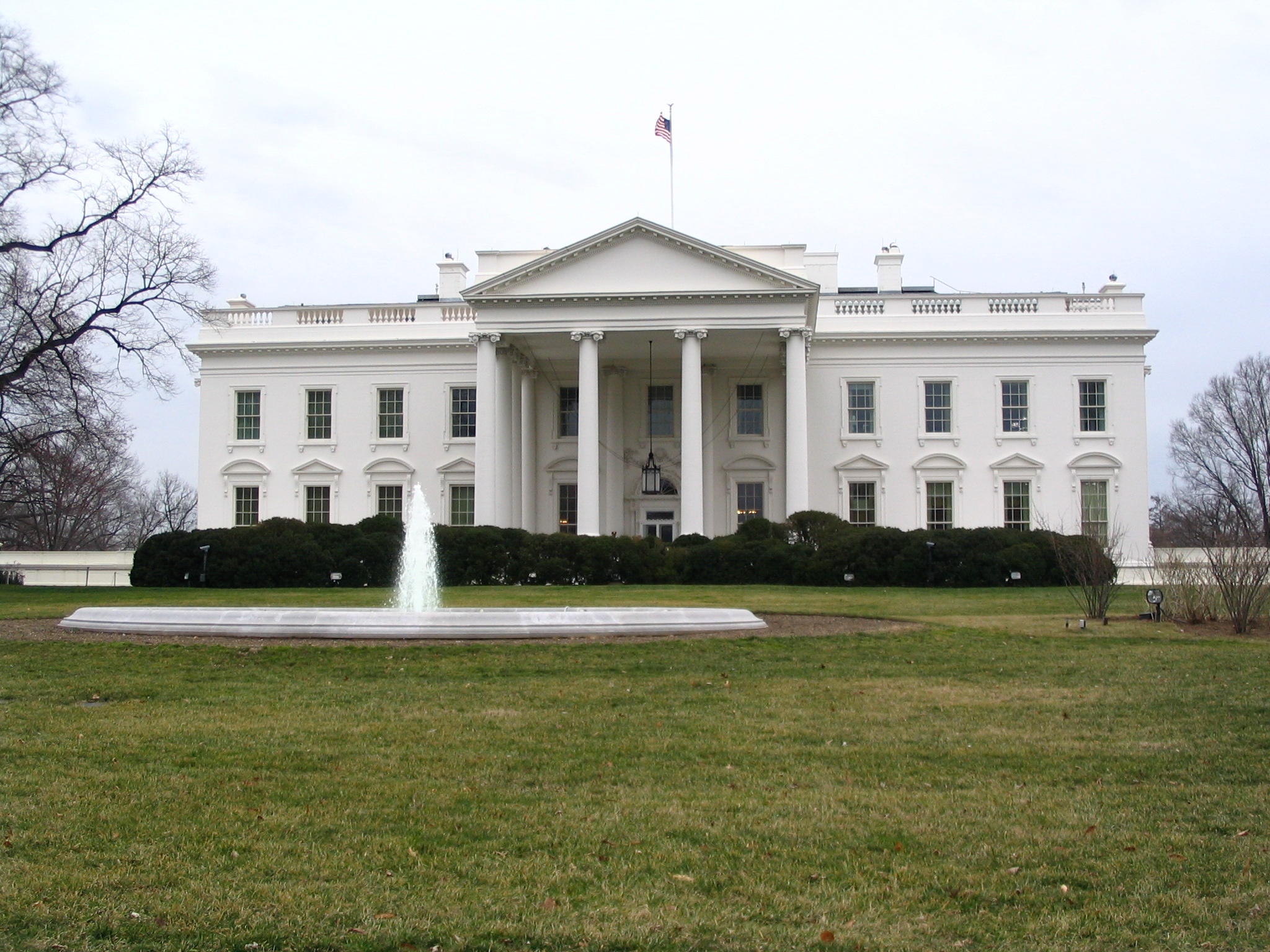
La Maison-Blanche, « centre » officiel des décisions des États-Unis.

Selon Allison, la première théorie n'arrive pas à rendre compte de certains faits, comme la décision soviétique de ne camoufler les missiles qu'après qu'ils ont été photographiés par les avions U-2.
Citant les travaux de sociologie des organisations de James March et d'Herbert Simon, qui soulignaient les tendances lourdes des organisations bureaucratiques à mener leur propre politique, Allison proposa les énoncés suivants :
1. Lorsqu'ils sont confrontés à une crise, les dirigeants ne la regardent pas en tant que tout mais la fragmentent en plusieurs parties sur lesquelles doivent travailler différentes agences et organisations.
2. Les dirigeants se mettent d'accord sur la première réponse « satisfaisante » au lieu d'évaluer toutes les alternatives possibles en raison de ressources limitées notamment temporelles (principe de la rationalité limitée).
3. Ils préfèrent les solutions qui limitent l'incertitude à court terme.
4. Les organisations agissent en suivant des procédures et des « répertoires » d'action fixés.
5. En raison du temps et des ressources importantes requises pour prévoir et organiser des actions au sein d'une grande organisation ou d'un gouvernement, les dirigeants sont de fait limités aux plans préexistants.

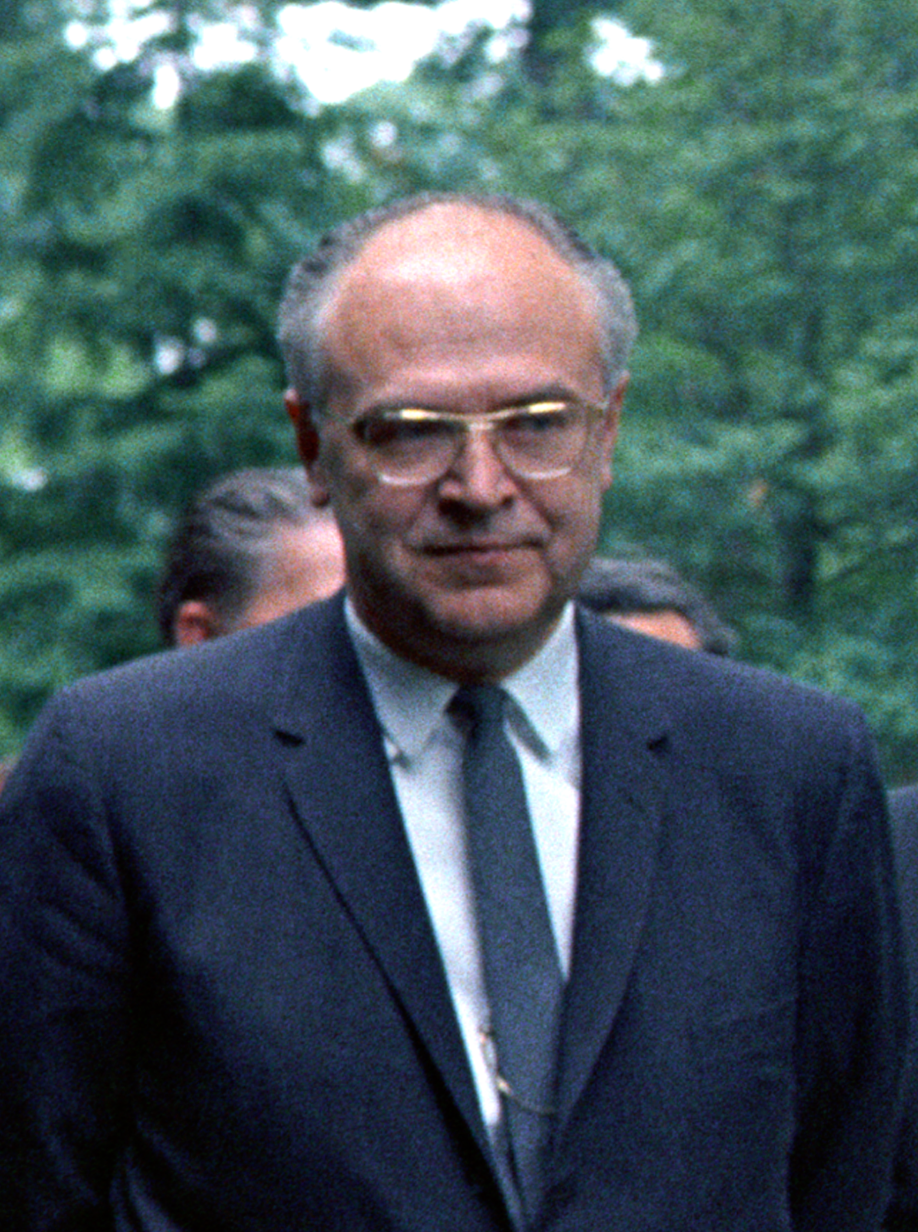
Anatoli Dobrynine, l'ambassadeur de l'URSS à Washington. Il n'aurait pas été informé par son gouvernement du déploiement des missiles, et Allison devinait juste lorsque sans documents, il affirmait que Kennedy lui concèderait, via son frère, Robert Kennedy, le retrait des missiles de Turquie.

Avec ce nouveau modèle, Allison explique ainsi le déroulement de la crise :
1. L'URSS n'avait jamais établi de base de missiles nucléaires à l'étranger. Elle confiait cette mission à plusieurs agences, qui ont suivi leurs procédures propres, Mais elles n'étaient toutefois pas adaptées aux conditions cubaines. Des erreurs ont donc été commises, et États-Unis ont donc rapidement appris l'existence des missiles, une des raisons étant des casernes de troupes soviétiques déguisées mais avec des étoiles de l'Armée rouge visibles du ciel.
2. Kennedy et ses conseillers ne considéraient guère d'autres options que l'embargo ou un bombardement, qui était soutenu presque à l'unanimité au début de la crise. Une telle attaque, cependant, aurait créé une incertitude lourde puisque l'aviation n'était pas sûre de détruire tous les missiles d'un coup. En outre, Kennedy souhaitait une attaque « chirurgicale », mais les dégâts collatéraux prévisibles étaient importants. L'alternative de l'embargo a ainsi été choisie, les forces marines étant suffisantes sur place, et un plan d'embargo préexistait, que Kennedy a réussi à communiquer directement avec les capitaines des navires.
3. L'URSS n'ayant pas de plan préétabli en réponse à une action ferme de Washington, elle a décidé donc de se retirer.

### Le modèle de la «politique gouvernementale»

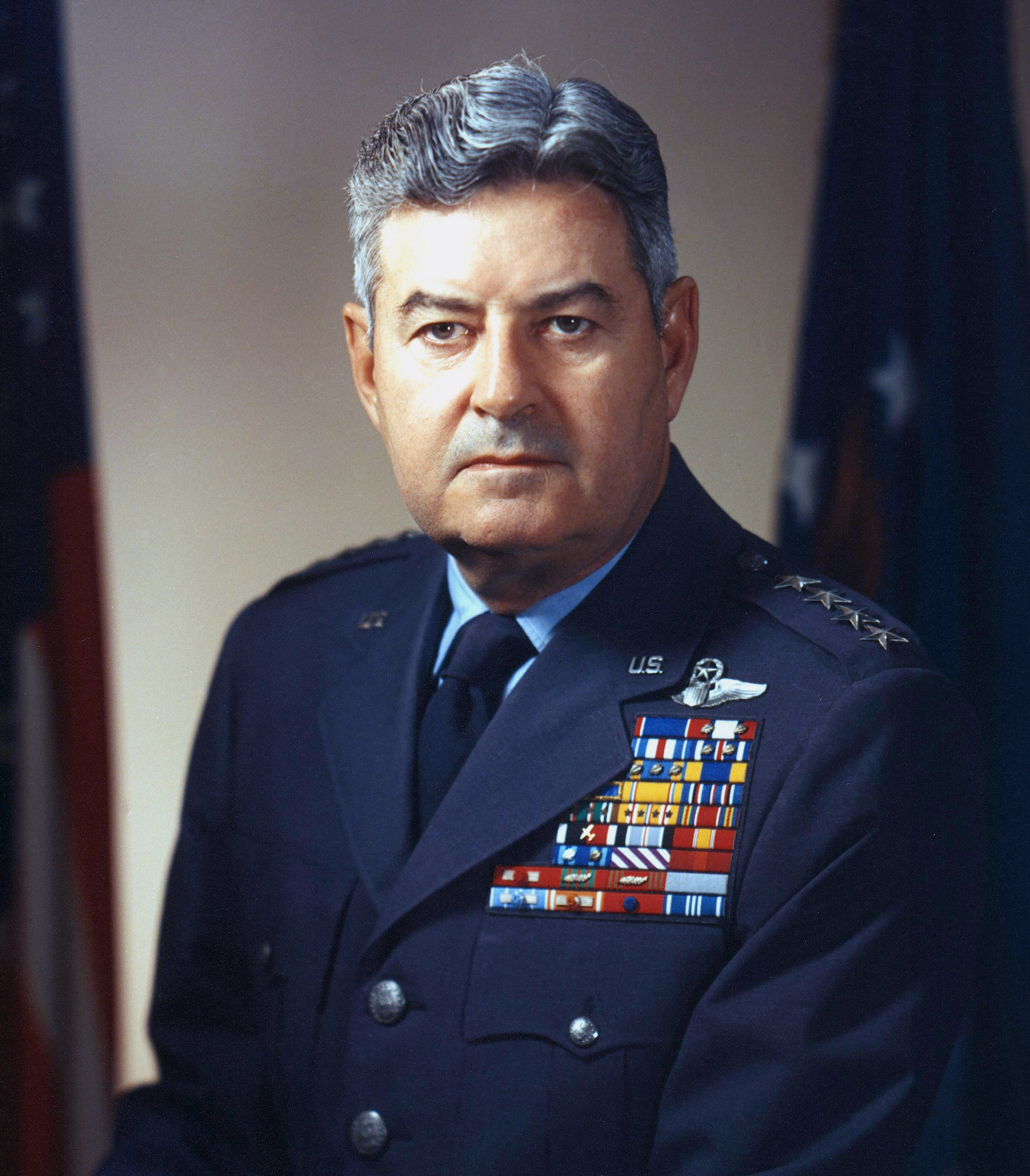
Le général Curtis LeMay : partisan de la manière forte, ce « faucon » croyait en l'inéluctabilité d'une Troisième Guerre mondiale.

Le troisième modèle complémentaire, s'inspirant de Richard Neustadt, fondateur de la John F. Kennedy School of Government dont Allison deviendra doyen, et de Samuel P. Huntington, souligne les jeux de pouvoir entre politiques et la nécessité pour le dirigeant suprême de réunir un consensus autour de lui. Allison insiste donc ici sur le charisme des dirigeants et sur la division entre les dirigeants du conglomérat d'organisations constituant l'État.
En dépit du manque avoué de données concernant la politique interne de l'URSS, Allison propose alors l'explication suivante :
1. Khrouchtchev était sous le feu de critiques grandissantes émanant du Præsidium en raison de la déclaration de Kennedy selon laquelle l'URSS manquait d'ICBM et l'échec du blocus de Berlin. En outre, alors que l'économie soviétique était en butte à des difficultés, les dirigeants militaires s'opposaient à la décision de Khrouchtchev de réduire le budget de la défense. Placer des missiles à Cuba aurait ainsi été une façon facile et économe pour lui de regagner du prestige interne.
2. L'échec du débarquement de la Baie des cochons avait poussé le Parti républicain à mettre la politique cubaine au premier plan en appelant à une réponse forte plutôt que diplomatique. Bien qu'au début, le conseil de l'EXCOMM préconisait majoritairement un bombardement aérien, les plus proches conseillers du président, dont son frère et ministre de la Justice Robert Kennedy et le conseiller spécial Theodore Sorensen, optaient pour l'embargo. Au même moment, le président Kennedy était en désaccord avec ceux qui soutenaient les bombardements, comme le général de l'aviation, Curtis LeMay. En outre, le fiasco de la Baie des cochons le poussait à se méfier des conseils de la CIA. Il a décidé ainsi finalement de déclarer l'embargo.
3. Ayant perdu la face à Cuba, Khrouchtchev a attiré l'attention sur les missiles PGM-19 Jupiter de l'OTAN, basés en Turquie. Kennedy a refusé publiquement de négocier mais a ordonné à son frère Robert de négocier avec l'ambassadeur soviétique, Anatoli Dobrynine, qui a obtenu le retrait des missiles, ce qui sera effectué quelques mois plus tard. Cet accord, qui était secret à l'époque, a peut-être été deviné dès 1971 par Allison. Ou il en a eu connaissance à la lecture d'une phrase de l'ouvrage posthume de Robert Kennedy, Thirteen Days (1968), relatif à cette crise et faisant état pour la première fois d'un prochain retrait des missiles Jupiter de Turquie et d'Italie jugées obsolètes. Publiquement, Kennedy a également promis de ne jamais envahir Cuba.

## La «destruction mutuelle assurée», une garantie contre la guerre?

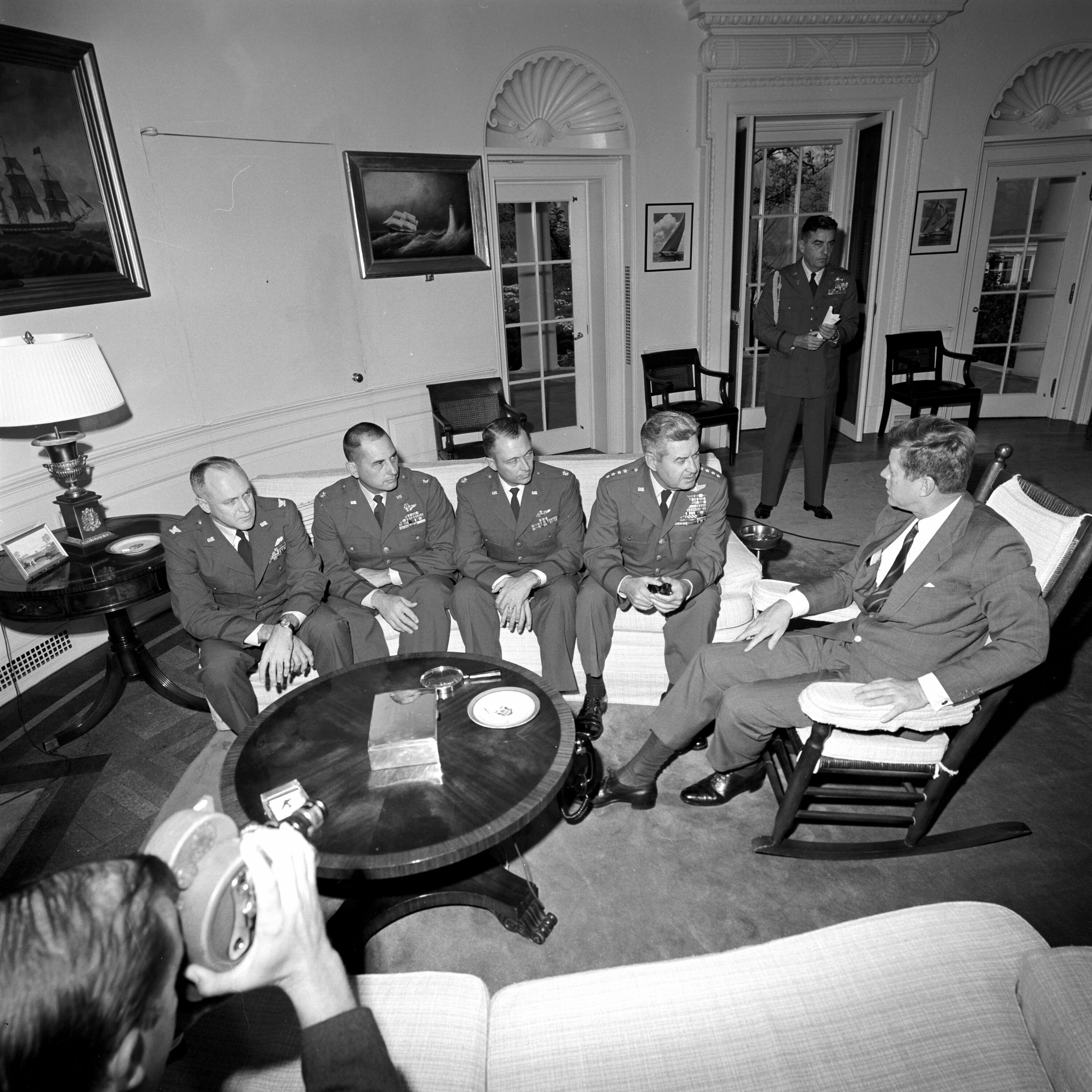
Le président Kennedy avec le général Curtis LeMay lors de la crise des missiles.

L'aboutissement du livre d'Allison consiste à montrer qu'il était illusoire de croire que la doctrine de destruction mutuelle assurée pourrait garantir l'absence d'éclatement d'une Troisième Guerre mondiale, voire de l'apocalypse nucléaire, les États pouvant très bien « se suicider », comme la concordance de ces trois modèles le montre. Par exemple, lors du bombardement de Pearl Harbor, les autorités civiles et militaires japonaises ont dû savoir qu'elles n'avaient pas les capacités industrielles et militaires d'affronter les États-Unis mais ont procédé quand même. De son côté, l'aviation américaine avait interprété l'avertissement des renseignements concernant une attaque aérienne imminente comme une possibilité de sabotage, ce qui les avait conduits à décider d'aligner tous les avions en les faisant garder, les exposant d'autant plus à une attaque aérienne.
Un autre exemple est l'avancée du général Douglas MacArthur lors de la guerre de Corée, en désobéissant tout simplement aux ordres, mais ses supérieurs n'osaient pas le désavouer en raison de son prestige public important.